# Pedro Mejia
Pedro Mejia, född den 29 juni 1978, är en friidrottare från Dominikanska republiken som tävlar i kortdistanslöpning.
Mejias främsta merit är att han vid Inomhus-VM 2008 tillsammans med Arismendy Peguero, Yoel Tapia och Carlos Santa blev bronsmedaljör på 4 x 400 meter efter USA och Jamaica.